# Македонска борба (февруари 1933)
Вижте пояснителната страница за други значения на Македонска борба.
„Македонска борба“ с подзаглавие Орган на будната македонска мисъл. Защитник на чисто македонското дело е български вестник, издаван от редакционен комитет във Варна, начело с главния редактор Димитър Талев – Охридски.
Печата се в печатница Д. Тодоров. Издига лозунга за Свободна и Независима Македония. Излиза в един брой на 11 февруари 1933 година.